# Clarisia racemosa
Clarisia racemosa, el tulpay,  mururé es una especie monoica de la familia de las moráceas.

## Descripción
Árbol de hasta 30 m de alto y 6 dm de diámetro. Tronco recto y cilíndrico, y aletas pequeñas. Tiene corteza externa del tronco y de las ramas parda a anaranjada, lisa, dura. Hojas  simples, alternas, dísticas, y nervadura marcada.   
El fruto es carnoso, de color amarillo, puede ser rojizo en maduro, comestible, y dispersado por animales Acotifolin agosto y octubre, época del año en la que fructifica.

## Taxonomía
Clarisia racemosa fue descrita por Ruiz & Pav.  y publicado en Systema Vegetabilium Florae Peruvianae et Chilensis 255–256. 1798.
Sinonimia
- Clarisia nitida (Allemão) J.F.Macbr.
- Soaresia nitida Allemão
- Sorocea nitida (Allemão) Warb.[2]

## Nombre común
- Bolivia: tulpay, mururé
- Colombia: caraco, ají, arracacho
- Ecuador: matapalo
- Perú: mashonaste, chichillica, guariuba
- Brasil: oity